# Gertrude Wilkinson
Gertrude Jessie Heward Wilkinson, alias Jessie Howard (1851 - 19 de septiembre de 1929) fue una sufragista militante británica que, como miembro de la Unión Social y Política de las Mujeres (WSPU, por sus siglas en inglés), fue encarcelada en la prisión verde de Winson, donde se declaró en huelga de hambre y fue alimentada a la fuerza por lo cual fue galardonada con la Medalla de huelga de hambre de la WSPU. En 1913 se convirtió en Secretaria de Literatura para la Women's Freedom League (WFL).

## Biografía
Gertrude Jessie Heward Bell nació en Ickenham, Middlesex en 1851, hija de Jessie y Benjamin Bell. A los 18 años se casó con el abogado William John Wilkinson (1844), el 14 de junio de 1870 en la iglesia de San Juan en Hampstead. Tuvieron siete hijos: Eleanor Gertrude Wilkinson (1872); William D. Wilkinson (1873); John H. Wilkinson (1875); Ethel Mary Wilkinson (1876); Martin Blakeston Wilkinson (1877–1974); Geoffrey Andrew Wilkinson (1882) y Leonard Garth Wilkinson (1883–1948). 

## Militancia

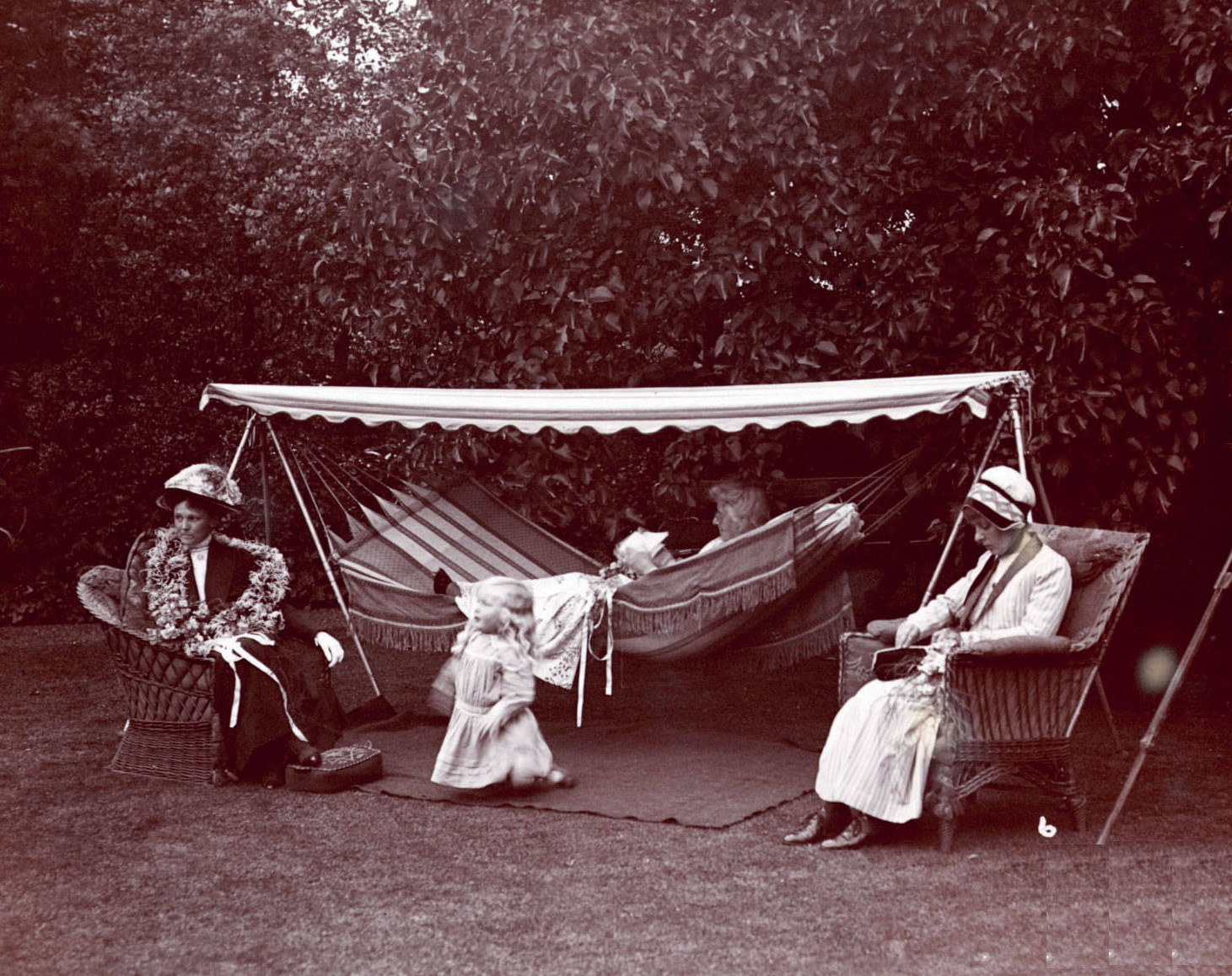
Sufragistas en huelga de hambre descansando en el jardín de Dorset Hall hacia 1912. De izquierda a derecha: Edith Marian Begbie, Paul de tres años, hijo de Rose Emma Lamartine Yates, Gertrude Wilkinson y Florence Macfarlane

Durante su carrera militante para el sufragio femenino, a veces usaba el alias de Jessie Howard. En 1909 fue fotografiada haciendo campaña en Whitstable con Rose Emma Lamartine Yates y una señorita Barry. Yates tenía una casa de vacaciones cerca en Seasalter y Wilkinson se quedaría cerca. Las dos sufragistas estaban de vacaciones pero seguían haciendo campaña por el sufragio femenino. En 1912 fue encarcelada, inició una huelga de hambre y fue alimentada a la fuerza por lo que recibió la Medalla de huelga de hambre de la WSPU. Para mantener la moral en prisión, las mujeres se vieron obligadas a hacer su propio entretenimiento. Algunas como Emmeline Pethick-Lawrence contaban historias; también Emmeline Pankhurst recordó los primeros días de la WSPU. El 10 de junio de 1912, las tres abuelas encarceladas: Gertrude Wilkinson, Janet Boyd y Mary Ann Aldham cantaron juntas. En otra ocasión, algunas de las mujeres interpretaron una escena de El mercader de Venecia con Evaline Hilda Burkitt como Shylock y el papel de Narissa fue interpretado por Doreen Allen. Miembro de la rama Sheffield de la WSPU, en 1913 se convirtió en Secretaria de Literatura de la Women's Freedom League (WFL).
En la fotografía grupal de Suffragettes que se muestra, Edith Marian Begbie está a la izquierda con Wilkinson en el centro y Florence Macfarlane a la derecha. El niño arrodillado frente a la hamaca es Paul Lamartine Yates, de tres años, hijo de Rose Emma Lamartine Yates, Secretaria Organizadora y Tesorera de la sucursal de Wimbledon de la WSPU y en cuya casa, Dorset Hall en Merton Park, se tomó la fotografía alrededor de 1912.
Gertrude Wilkinson vivía en 29 Oakley Square en Camden Town. Falleció en septiembre de 1929 en 6 Osnaburgh Terrace en Euston dejando £ 974 9s 10d en su testamento.